# Lannoy-Cuillère
Pour les articles homonymes, voir Lannoy (homonymie).
Lannoy-Cuillère est une commune française située dans le département de l'Oise, en région Hauts-de-France.

## Géographie

### Localisation

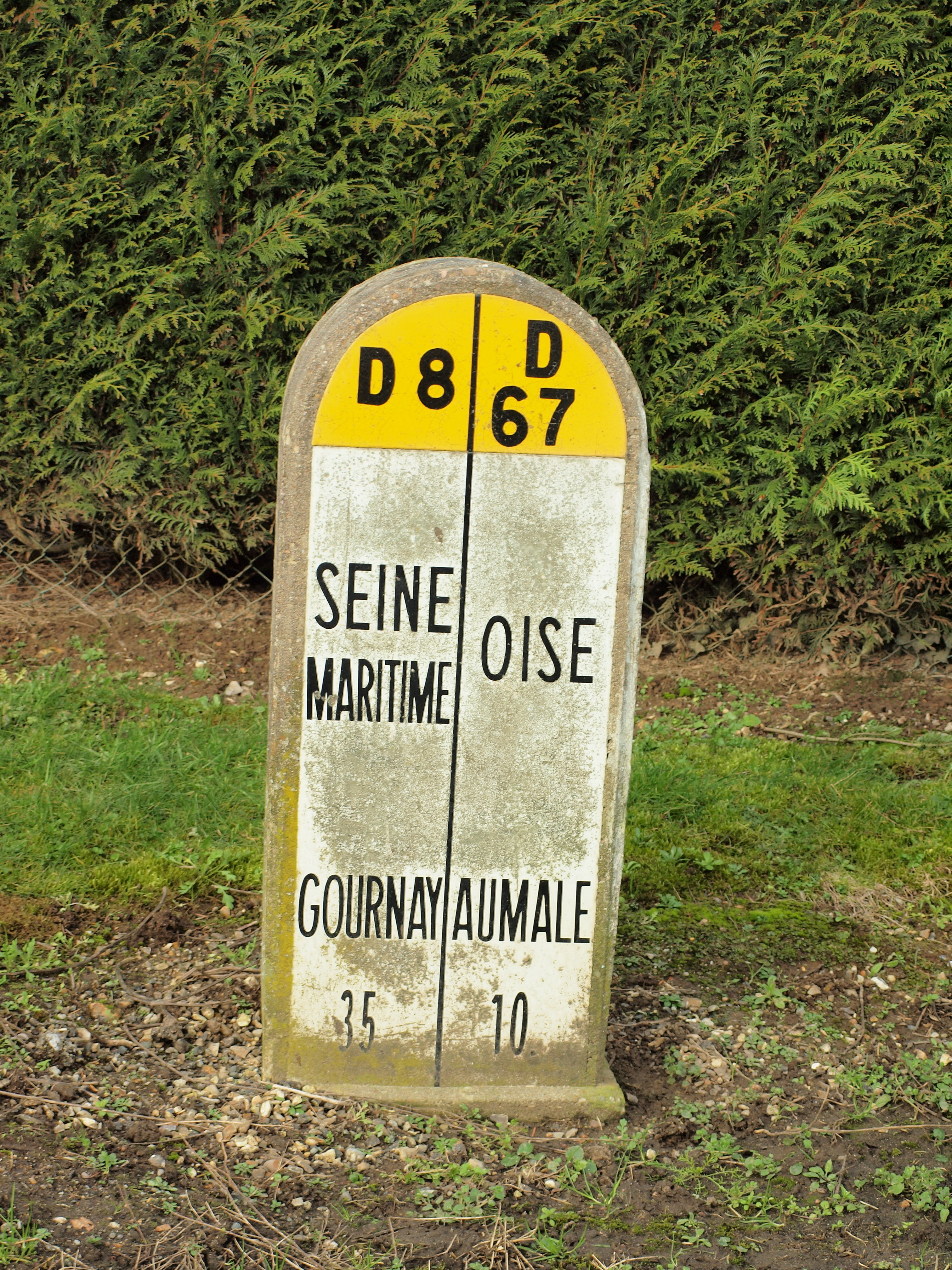

La commune de Lannoy-Cuillère se situe à l'extrémité ouest du département de l'Oise, en bordure du département de la Seine-Maritime, dans la vallée de la Bresle et entourée de coteaux boisés.
Elle est située à 7 km de Formerie, 8 km d'Aumale, 45 km de Beauvais, 65 km d'Amiens, 80 km d'Abbeville, 80 km de Rouen et 80 km de Dieppe.
La commune se trouve dans la zone d'emploi de Beauvais et dans le bassin de vie d'Aumale

### Communes limitrophes
Les communes limitrophes sont  Abancourt, Criquiers, Formerie, Gourchelles, Haudricourt, Quincampoix-Fleuzy, Romescamps et Saint-Valery.

### Géologie et relief
La superficie de la commune est de 14,98 km2 ; son altitude varie de 142  à   229 mètres.

### Hydrographie

#### Réseau hydrographique

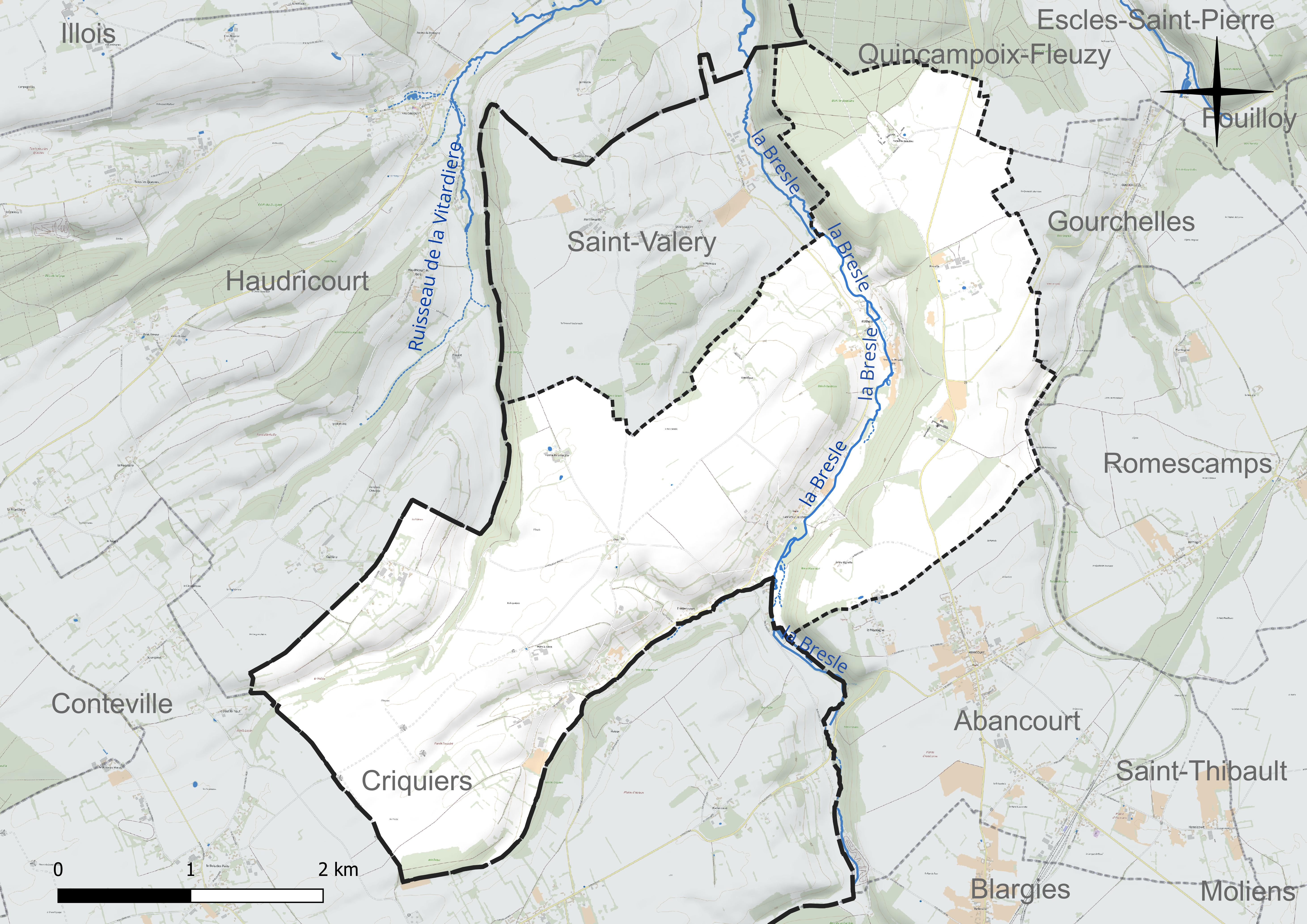
Réseau hydrographique de Lannoy-Cuillère.

La commune est située dans le bassin Seine-Normandie.
Elle est drainée par la Bresle,.
La Bresle est un fleuve côtier d'une longueur de 68 km, qui prend sa source dans la commune de Abancourt, à 180 mètres d'altitude, et se jette  dans la Manche à Le Tréport, après avoir traversé 30 communes.
Le tracé naturel du fleuve a été restauré en fond dxe vallée en 2019 au hameau de Rothois, afin de faciliter le passage et la reproduction des poissons, tels que des salmonidés ainsi que des crustacés dont l’écrevisse à pattes blanches, amenant la suppression du canal d'alimentation de l'ancien moulin,.

#### Gestion et qualité des eaux
Le territoire communal est couvert par le schéma d'aménagement et de gestion des eaux (SAGE) « Sensée ». Ce document de planification concerne un territoire de 748 km2 de superficie, délimité par le bassin versant de la Bresle. Le périmètre a été arrêté le 7 avril 2003 et le SAGE proprement dit a été approuvé le 18 août 2016. La structure porteuse de l'élaboration et de la mise en œuvre est le syndicat mixte d'aménagement, de gestion et de valorisation du bassin de la Bresle.
La qualité des cours d'eau peut être consultée sur un site dédié géré par les agences de l'eau et l'Agence française pour la biodiversité.

### Climat
Pour des articles plus généraux, voir Climat des Hauts-de-France et Climat de l'Oise.
En 2010, le climat de la commune est de type climat océanique dégradé des plaines du Centre et du Nord, selon une étude du CNRS s'appuyant sur une série de données couvrant la période 1971-2000. En 2020, Météo-France publie une typologie des climats de la France métropolitaine dans laquelle la commune est exposée à un climat océanique et est dans la région climatique Côtes de la Manche orientale, caractérisée par un faible ensoleillement (1 550 h/an) ; forte humidité de l'air (plus de 20 h/jour avec humidité relative > 80 % en hiver), vents forts fréquents.
Pour la période 1971-2000, la température annuelle moyenne est de 9,7 °C, avec une amplitude thermique annuelle de 15 °C. Le cumul annuel moyen de précipitations est de 872 mm, avec 12,9 jours de précipitations en janvier et 8,7 jours en juillet. Pour la période 1991-2020, la température moyenne annuelle observée sur la station météorologique la plus proche, située sur la commune de Saint-Arnoult à 10 km à vol d'oiseau, est de 10,4 °C et le cumul annuel moyen de précipitations est de 797,2 mm,. Pour l'avenir, les paramètres climatiques de la commune estimés pour 2050 selon différents scénarios d'émission de gaz à effet de serre sont consultables sur un site dédié publié par Météo-France en novembre 2022.

### Milieux naturels et biodiversité
Les  larris de Rothois, de la Vallée de la Bresle et de Cuillère, gérés par le conservatoire d'espaces naturels des Hauts-de-France, font  partie du réseau des coteaux crayeux de la Vallée de la Bresle, dont l'intérêt écologique est reconnu de niveau européen.

## Urbanisme

### Typologie
Au 1er janvier 2024, Lannoy-Cuillère est catégorisée commune rurale à habitat très dispersé, selon la nouvelle grille communale de densité à sept niveaux définie par l'Insee en 2022.
Elle est située hors unité urbaine et hors attraction des villes,.

### Occupation des sols

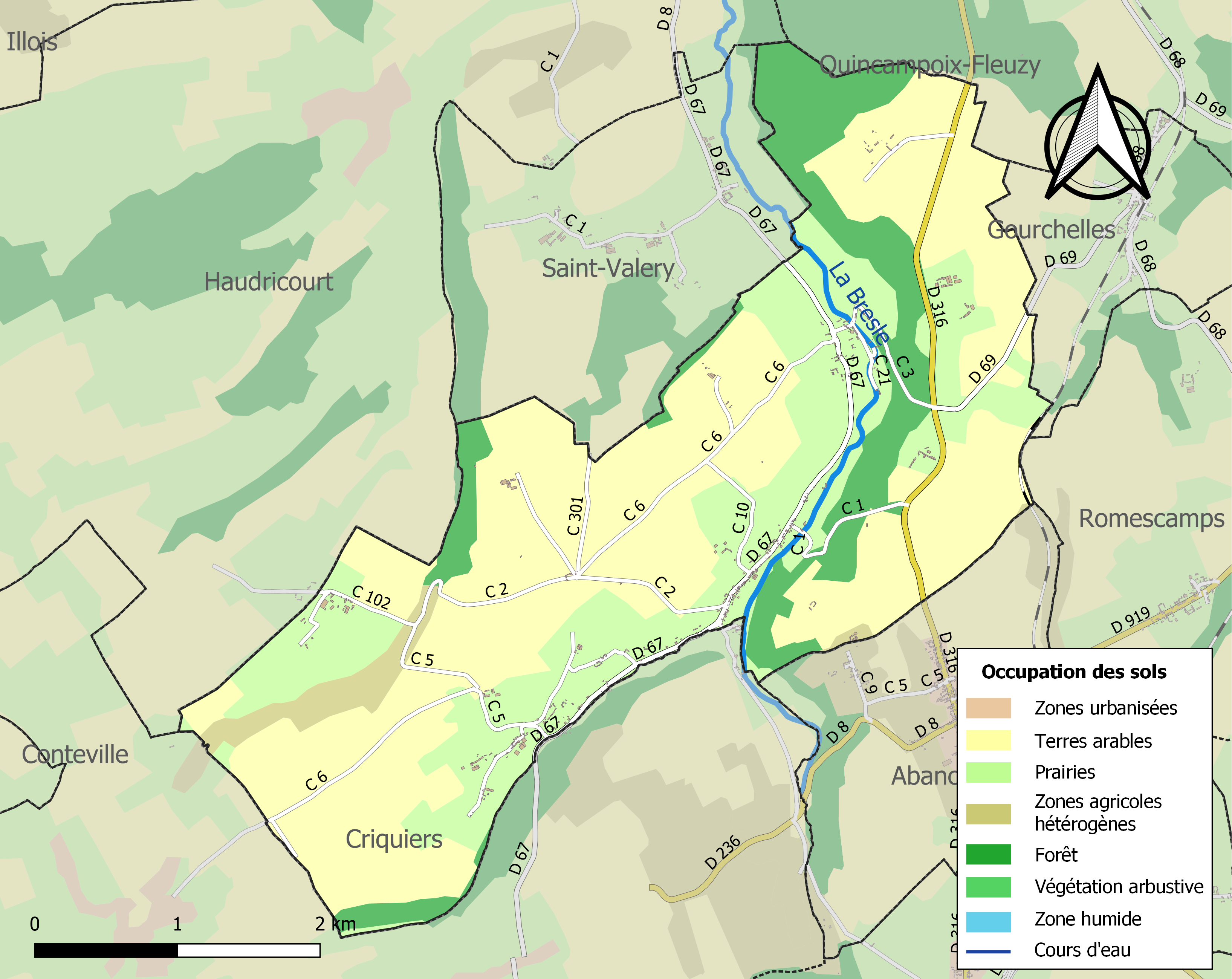
Carte des infrastructures et de l'occupation des sols de la commune en 2018 (CLC).

L'occupation des sols de la commune, telle qu'elle ressort de la base de données européenne d'occupation biophysique des sols Corine Land Cover (CLC), est marquée par l'importance des territoires agricoles (86,5 % en 2018), une proportion identique à celle de 1990 (86,5 %).
La répartition détaillée en 2018 est la suivante : terres arables (55 %), prairies (28,7 %), forêts (13,5 %), zones agricoles hétérogènes (2,9 %).
L'évolution de l'occupation des sols de la commune et de ses infrastructures peut être observée sur les différentes représentations cartographiques du territoire : la carte de Cassini (XVIIIe siècle), la carte d'état-major (1820-1866) et les cartes ou photos aériennes de l'IGN pour la période actuelle (1950 à aujourd'hui).

### Morphologie urbaine
Lannoy-Cuillère (et ses hameaux) est un village-rue édifié le long de la RD 67.

### Écarts et lieux-dits

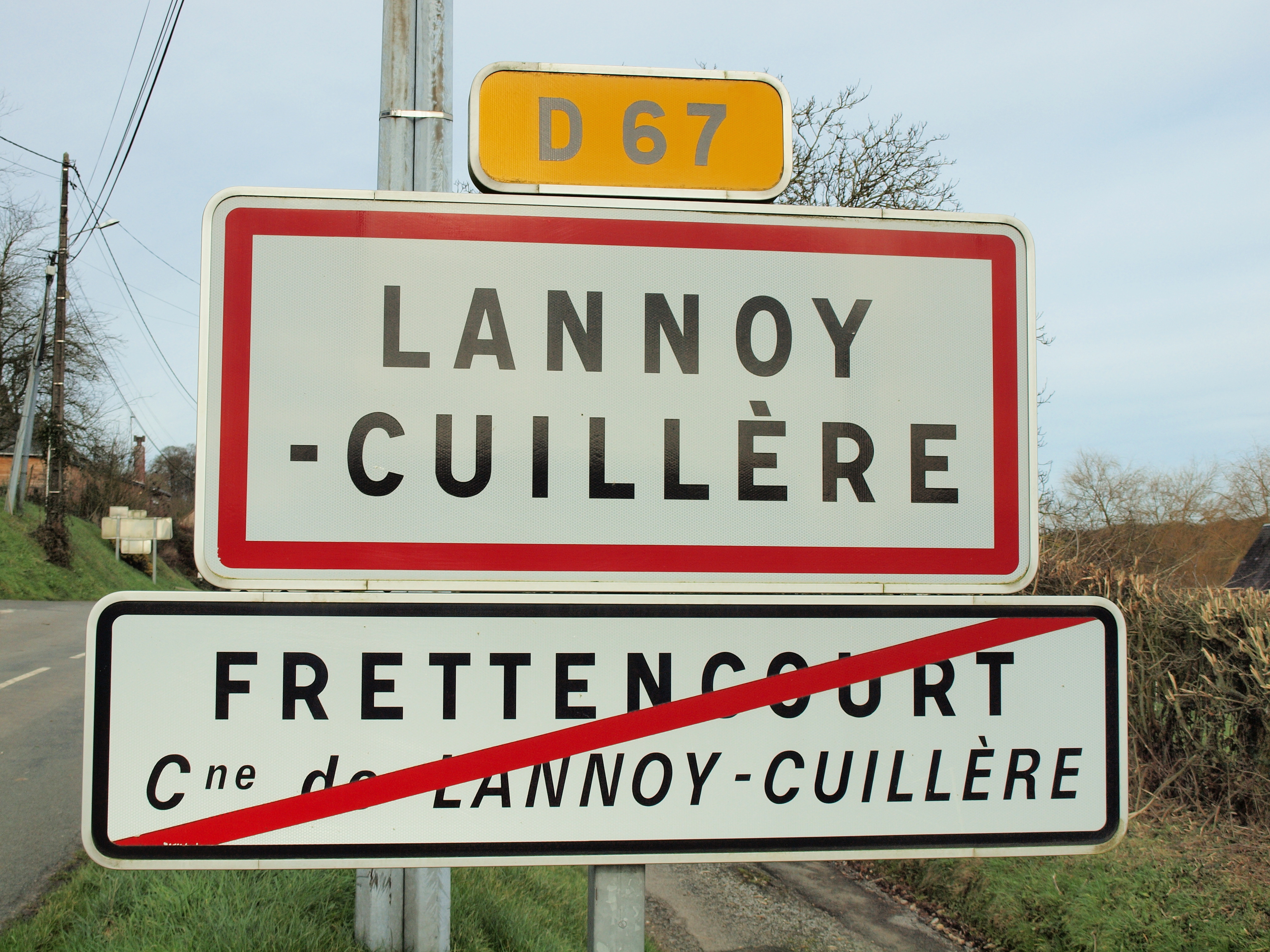

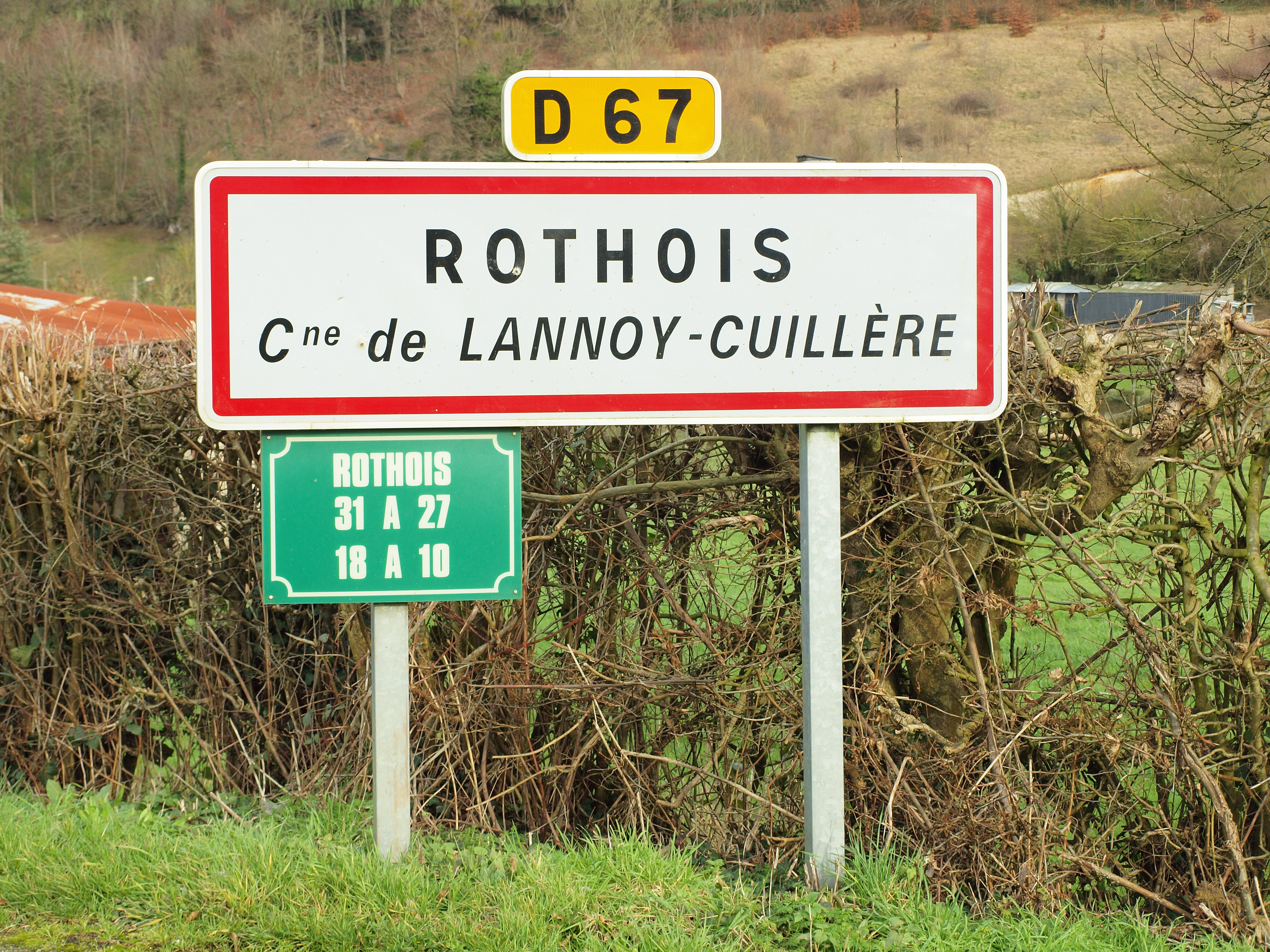

La commune compte plusieurs écarts ou lieux-dits ; Frettencourt (commune absorbée en 1828) et Rothois-sur-Bresles (commune absorbée en 1825) , Ménival, Auville.

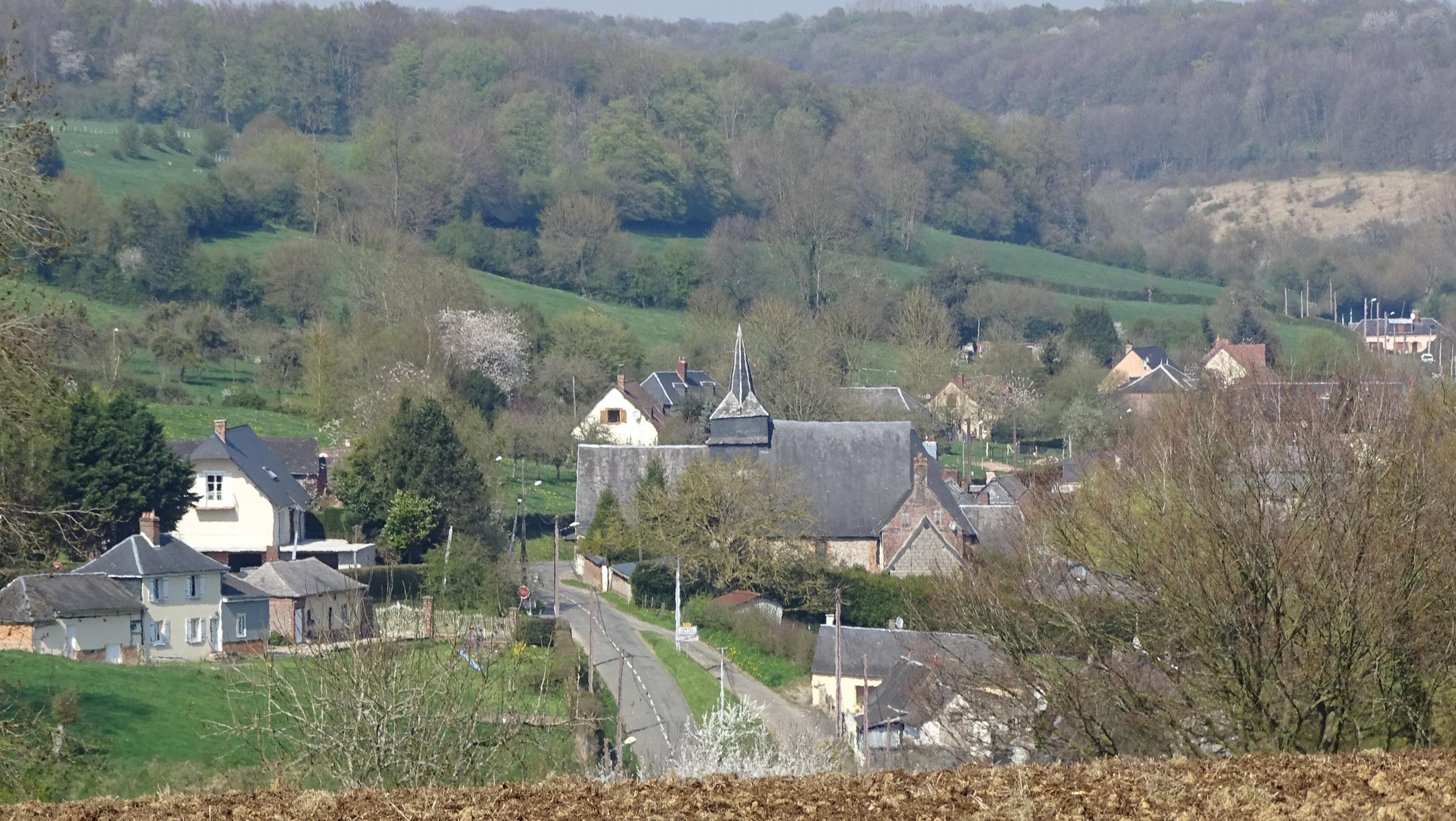
Entrée de Lannoy-Cuillère
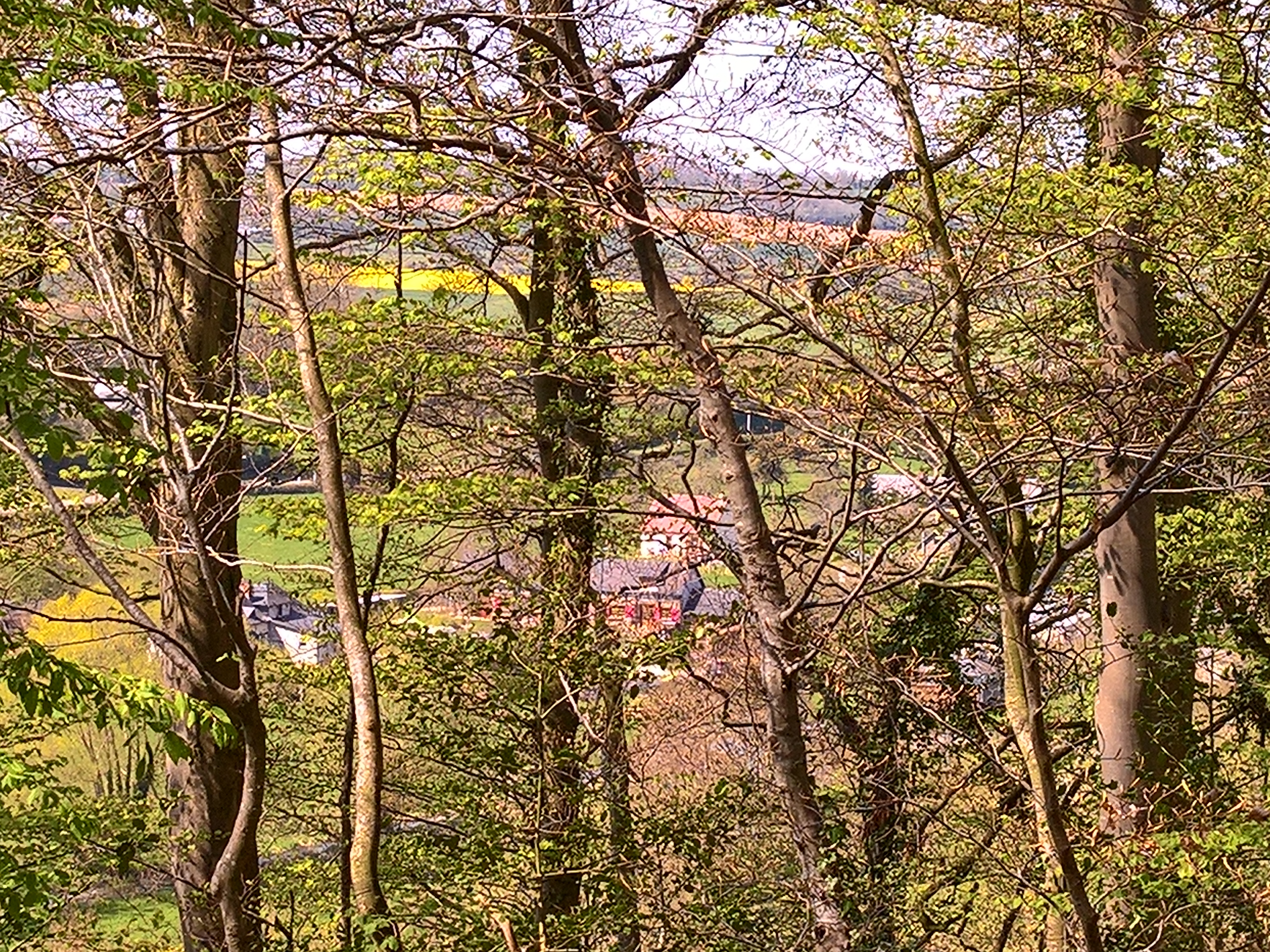
Vue du village de Rothois à travers les bois du Moulin bleu

### Habitat et logement
En 2016 et 2021, le nombre total de logements dans la commune était de 143, alors qu'il était de 126 en 2011.
Parmi ces logements, 78,2 % étaient des résidences principales, 12 % des résidences secondaires et 9,9 % des logements vacants. Ces logements étaient pour 97,2 % d'entre eux des maisons individuelles et pour 2,8 % des appartements.
Le tableau ci-dessous présente la typologie des logements à Lannoy-Cuillère en 2021 en comparaison avec celle de l'Oise et de la France entière. Une caractéristique marquante du parc de logements est ainsi une proportion de résidences secondaires et logements occasionnels (12 %) supérieure à celle du département (2,4 %) et à celle de la France entière (9,7 %). 
| Typologie                                               | Lannoy-Cuillère | Oise | France entière |
| ------------------------------------------------------- | --------------- | ---- | -------------- |
| Résidences principales (en %)                           | 78,2            | 90,5 | 82,2           |
| Résidences secondaires et logements occasionnels (en %) | 12              | 2,4  | 9,7            |
| Logements vacants (en %)                                | 9,9             | 7    | 8,1            |

### Voies de communication et transports
Lannoy-Cuillère est accessible par la route départementale 919 (ex-route nationale 319).
La ligne d'Épinay - Villetaneuse au Tréport - Mers constitue une partie de la limite est du territoire communal, mais la station la plus proche est la gare d'Abancourt, desservie par des trains TER Normandie effectuant des missions entre les gares d'Amiens et de Rouen-Rive-Droite ainsi que par des trains TER Hauts-de-France effectuant des missions entre les gares de Lille-Flandres et de Rouen-Rive-Droite, et  entre les gares de Beauvais et du Tréport - Mers.
La commune est desservie, en 2023, par la ligne 6113 du réseau interurbain de l'Oise.
Lannoy-Cuillère est située à 35 km de l'aéroport de Paris Beauvais Tillé. Il n'existe aucune liaison directe entre l'aéroport et la commune par des transports en commun.

### Énergie
Six éoliennes constituant le du parc du Bois du Puits, d'une hauteur de 120 m. en bout de pales, sont implantée sur les communes de Lannoy-Cuillière et Criquiers.

## Toponymie
Le nom de la localité est attesté sous les formes Alnetum (1150) ; Alneium (vers 1260) ; l'Aunoi (vers 1260) ; Lannoys (vers 1260) ; Launoy (vers 1260) ; Launoi (vers 1260) ; Aunai (vers 1260) ; ecclesia de Alneto (XIVe) ; Lannoy sur Aumale (XVIe) ; l'Aunoy (1667) ; Lannoy-Cuillère (1840).

De l'oïl alnei, aunoi, aunay, avec chute du l', « lieu planté d'aunes ».
Cuillère est un hameau de la commune attesté sous les formes Haute-Cuillère (1840) ; Cuillère (XIXe).

« En l'absence de formes d'archives, il est impossible de formuler une hypothèse sur l'étymologie de Cuillère ».

Cuillière devrait, peut-être, son nom au mot cueillir qu'on a employé pour recevoir, parce que à cet endroit aurait existé, anciennement, le bureau d'un péage ou de tout autre droit seigneurial. On a appelé cueilloir (de collecta) un registre de recette.

## Histoire

### Époque contemporaine
La commune, instituée lors de la Révolution française, absorbe en 1825 celle de Rotois et en 1828, celle de Frettencourt, qui sont désormais des hameaux.

## Politique et administration

### Rattachements administratifs et électoraux

#### Rattachements administratifs
La commune se trouve dans l'arrondissement de Beauvais du département de l'Oise.
Elle faisait partie depuis 1793 du canton de Formerie. Dans le cadre du redécoupage cantonal de 2014 en France, cette circonscription administrative territoriale a disparu, et le canton n'est plus qu'une circonscription électorale.

#### Rattachements électoraux
Pour les élections départementales, la commune fait partie depuis 2014 du  canton de Grandvilliers.
Pour l'élection des députés, elle fait partie depuis 2012 de la deuxième circonscription de l'Oise.

### Intercommunalité
Lannoy-Cuillère fait partie, comme quatre-vingt-huit autres communes, de la communauté de communes de la Picardie Verte qui correspond l'ensemble des communes des anciens cantons de Formerie, Grandvilliers et Marseille-en-Beauvaisis, ainsi que certaines communes du canton de Songeons.
La commune fait également partie du « Grand Beauvaisis », l'un des seize pays a constituer le « Pays de Picardie[réf. nécessaire] ».

### Liste des maires
| Période                                  | Période                        | Identité                                | Étiquette | Qualité                                                                         |
| ---------------------------------------- | ------------------------------ | --------------------------------------- | --------- | ------------------------------------------------------------------------------- |
| Les données manquantes sont à compléter. |                                |                                         |           |                                                                                 |
|                                          |                                |                                         |           |                                                                                 |
| maire en 1847                            |                                | Pierre Etienne Léonard Donat Ménestrier |           | Propriétaire du château de Ménival Conseiller général de Formerie (1833 → 1871) |
|                                          |                                |                                         |           |                                                                                 |
| avant 1988                               | 1994                           | Jean Gautier                            |           | Mort en fonction                                                                |
| 1994                                     | 2001                           | Daniel Deschauwer,                      |           | Agent EDF-GDF                                                                   |
| 2001                                     | mai 2020                       | Laurent Mylle                           |           | Agriculteur                                                                     |
| mai 2020                                 | En cours (au 30 novembre 2023) | Sylvie Van Overbeke                     |           | Cadre                                                                           |

## Équipements et services publics

### Enseignement
La commune possède[Quand ?] deux écoles primaires.
Elle se dote en 2014 d'un centre de loisirs,.

### Postes et télécommunications
Un pilône de  téléphonie mobile est implanté en 2020 dans la commune, mettant fin à une zone blanche.

## Population et société

### Démographie
Après une consultation locale, les habitants ont décidé d'être dénommés les Launoyens.

#### Évolution démographique
L'évolution du nombre d'habitants est connue à travers les recensements de la population effectués dans la commune depuis 1793. Pour les communes de moins de 10 000 habitants, une enquête de recensement portant sur toute la population est réalisée tous les cinq ans, les populations de référence des années intermédiaires étant quant à elles estimées par interpolation ou extrapolation. Pour la commune, le premier recensement exhaustif entrant dans le cadre du nouveau dispositif a été réalisé en 2008.

En 2022, la commune comptait 281 habitants, en stagnation par rapport à 2016 (Oise : +0,87 %, France hors Mayotte : +2,11 %).
| 1793 | 1800 | 1806 | 1821 | 1831 | 1836 | 1841 | 1846 | 1851 |
| ---- | ---- | ---- | ---- | ---- | ---- | ---- | ---- | ---- |
| 150  | 170  | 195  | 176  | 454  | 463  | 477  | 462  | 431  |

| 1856 | 1861 | 1866 | 1872 | 1876 | 1881 | 1886 | 1891 | 1896 |
| ---- | ---- | ---- | ---- | ---- | ---- | ---- | ---- | ---- |
| 436  | 395  | 411  | 412  | 408  | 398  | 405  | 373  | 384  |

| 1901 | 1906 | 1911 | 1921 | 1926 | 1931 | 1936 | 1946 | 1954 |
| ---- | ---- | ---- | ---- | ---- | ---- | ---- | ---- | ---- |
| 351  | 354  | 325  | 315  | 366  | 350  | 321  | 320  | 334  |

| 1962 | 1968 | 1975 | 1982 | 1990 | 1999 | 2006 | 2008 | 2013 |
| ---- | ---- | ---- | ---- | ---- | ---- | ---- | ---- | ---- |
| 315  | 280  | 236  | 244  | 232  | 211  | 216  | 217  | 271  |

| 2018 | 2022 | - | - | - | - | - | - | - |
| ---- | ---- | - | - | - | - | - | - | - |
| 283  | 281  | - | - | - | - | - | - | - |

#### Pyramide des âges
La population de la commune est relativement jeune.
En 2018, le taux de personnes d'un âge inférieur à 30 ans s'élève à 38,5 %, soit au-dessus de la moyenne départementale (37,3 %). À l'inverse, le taux de personnes d'âge supérieur à 60 ans est de 25,5 % la même année, alors qu'il est de 22,8 % au niveau départemental.
En 2018, la commune comptait 142 hommes pour 141 femmes, soit un taux de 50,18 % d'hommes, légèrement supérieur au taux départemental (48,89 %).
Les pyramides des âges de la commune et du département s'établissent comme suit.
| Hommes | Classe d’âge | Femmes |
| ------ | ------------ | ------ |
| 0,0    | 90 ou +      | 0,7    |
| 4,9    | 75-89 ans    | 7,1    |
| 19,7   | 60-74 ans    | 18,4   |
| 17,6   | 45-59 ans    | 17,0   |
| 19,7   | 30-44 ans    | 17,7   |
| 19,0   | 15-29 ans    | 20,6   |
| 19,0   | 0-14 ans     | 18,4   |

| Hommes | Classe d’âge | Femmes |
| ------ | ------------ | ------ |
| 0,5    | 90 ou +      | 1,4    |
| 5,5    | 75-89 ans    | 7,6    |
| 15,6   | 60-74 ans    | 16,3   |
| 20,8   | 45-59 ans    | 20     |
| 19,4   | 30-44 ans    | 19,4   |
| 17,6   | 15-29 ans    | 16,2   |
| 20,6   | 0-14 ans     | 19,1   |

## Économie

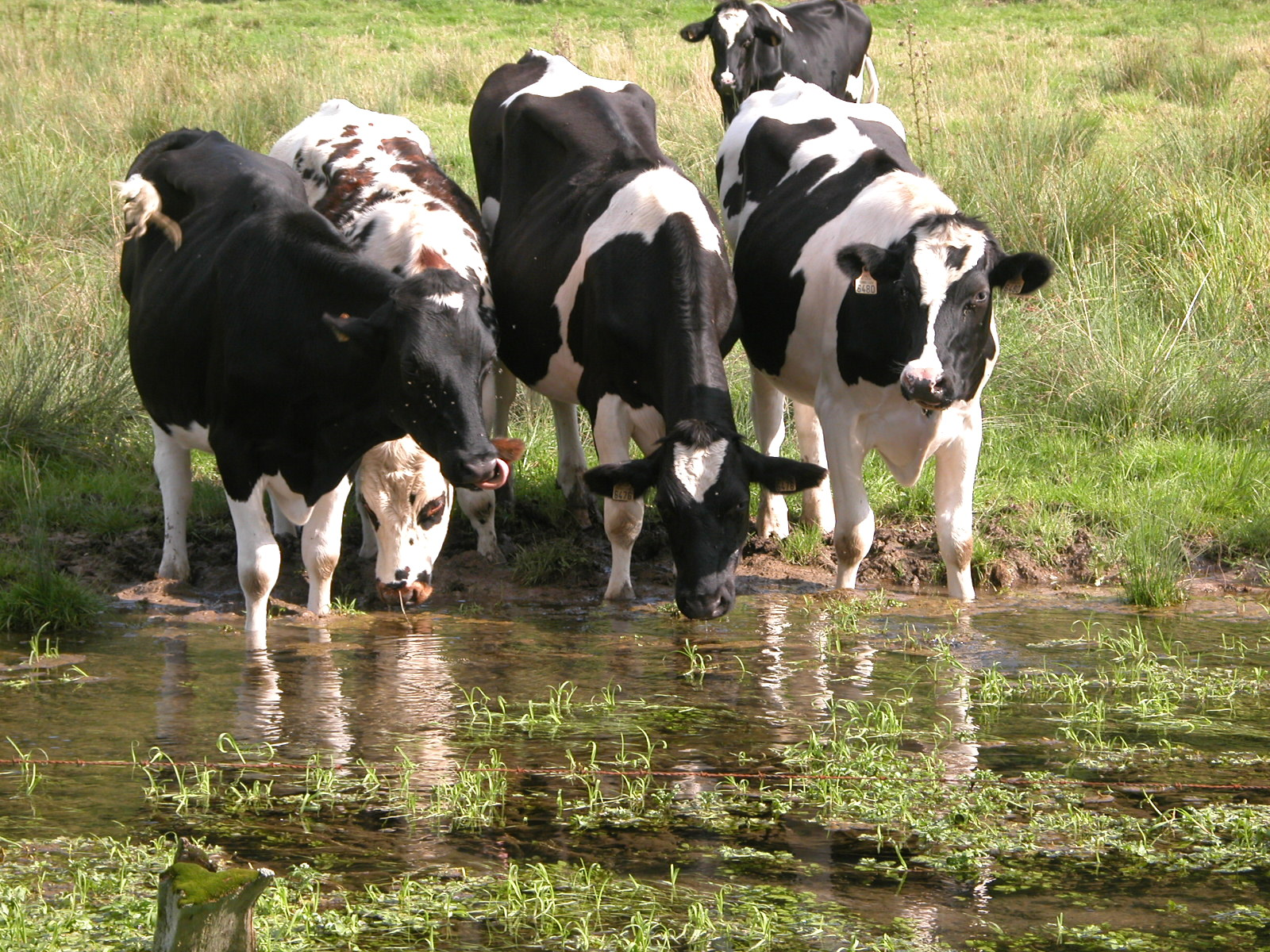
Vaches s'abreuvant dans la Bresle.

L'activité économique du village est essentiellement liée à l'agriculture et à l'élevage.Plusieurs commerces et artisans y sont installés : En 2011, selon une enquête réalisée lors de l'élaboration du plan d'occupation des sols, 13 exploitations agricoles, essentiellement d'élevage, existaient dans la commune.

## Culture locale et patrimoine

### Lieux et monuments
La commune compte trois églises : 
- Église Notre-Dame-et-Assomption, en briques et silex, composée d'une nef unique suivie d'un chœur légèrement plus large que termine une abside à trois côtés, des XVIe et XVIIe siècles. La charpente conserve des blochets à la décoration savoureuse et des sablières, et l'église contient un mobilier remarquable : Vierge à l'Enfant en pierre du XVe siècle, lutrins, l'un du XVIe siècle, l'autre du XVIIIe siècle provenant de l'église détruite de Rothois-sur-Bresles, grand retable d'autel à fûts torsadés du  XVIIe siècle[39] ;

L'église Notre-Dame-et-Assomption de Lannoy-Cuillère
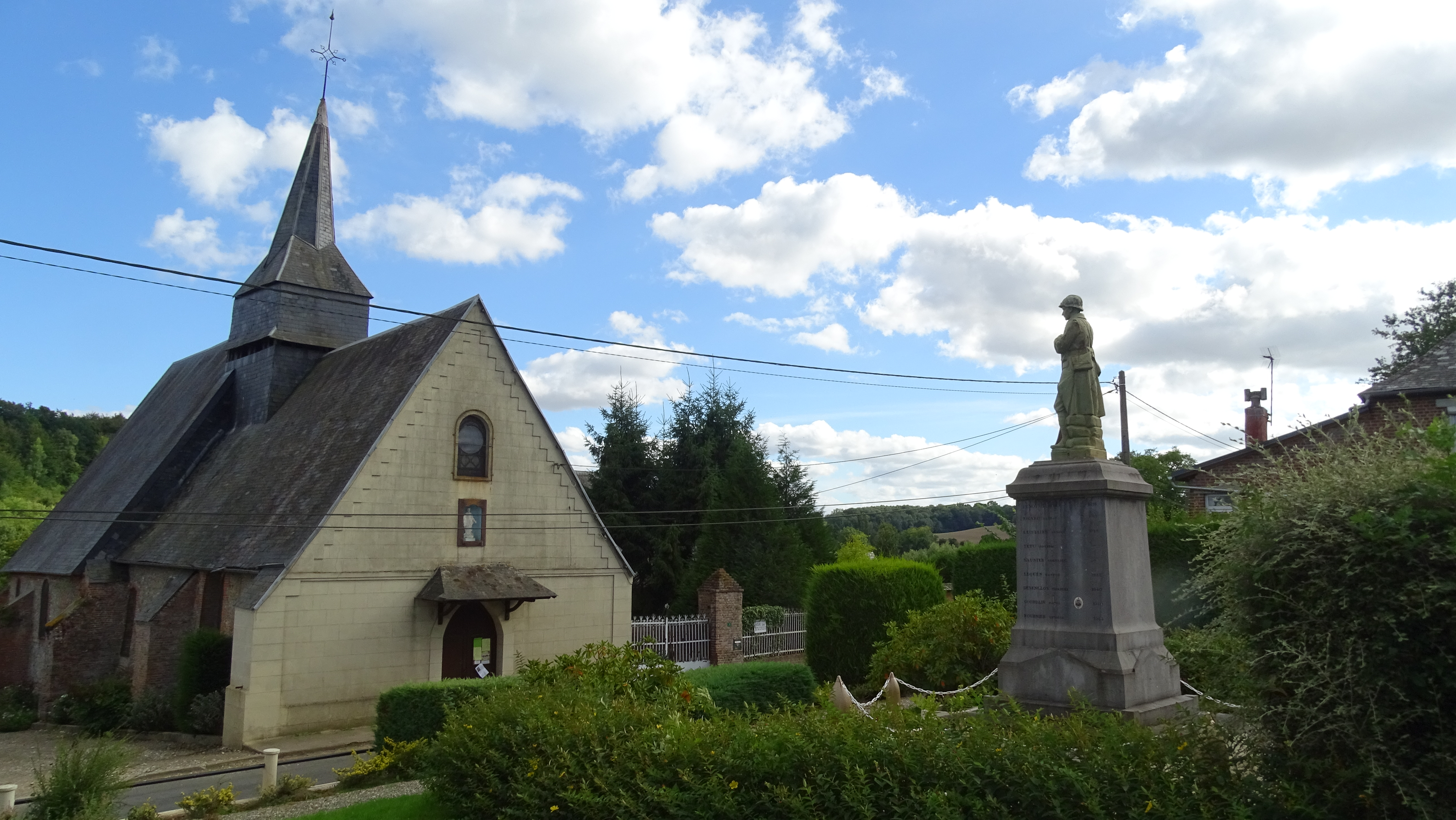
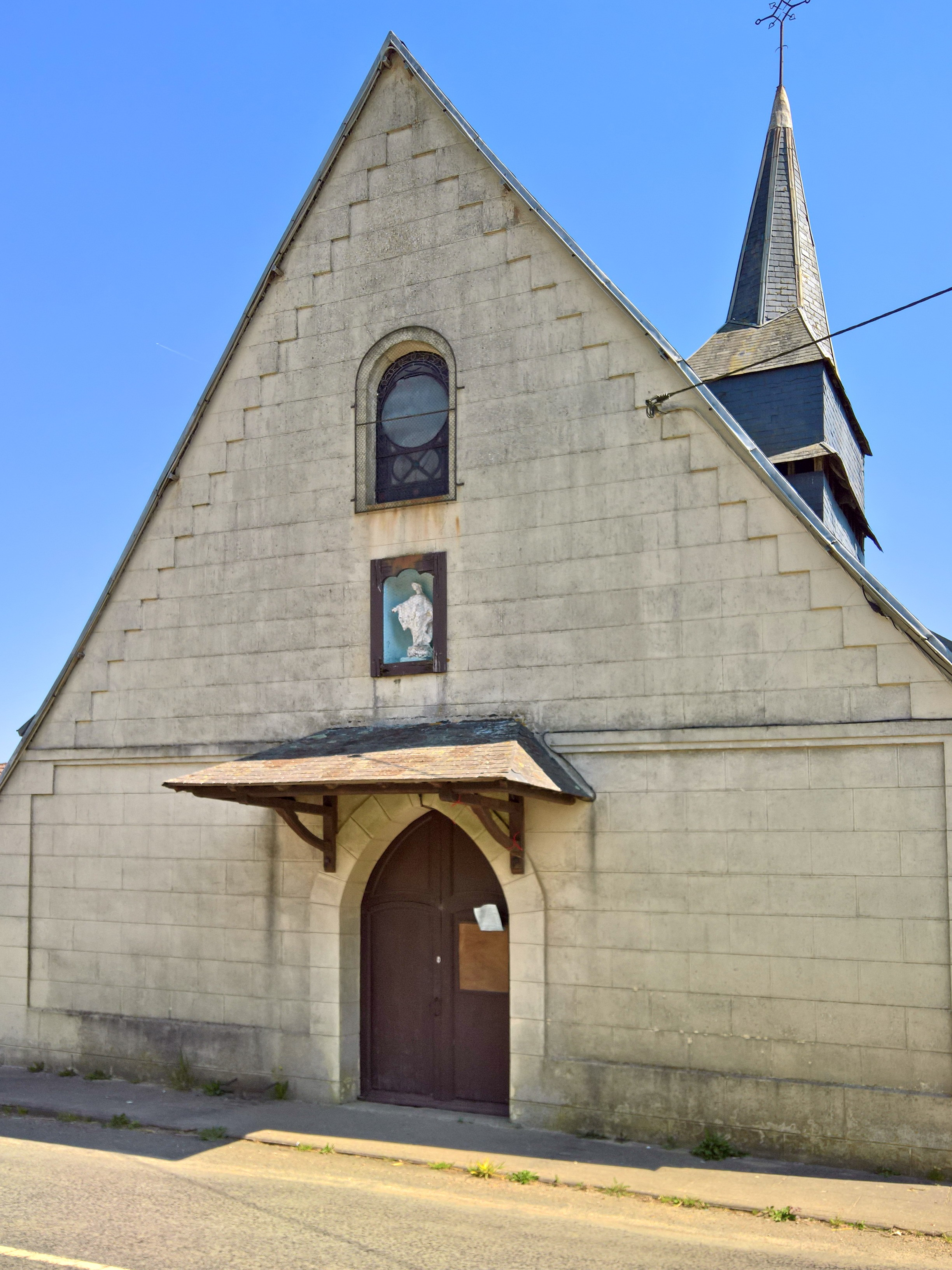
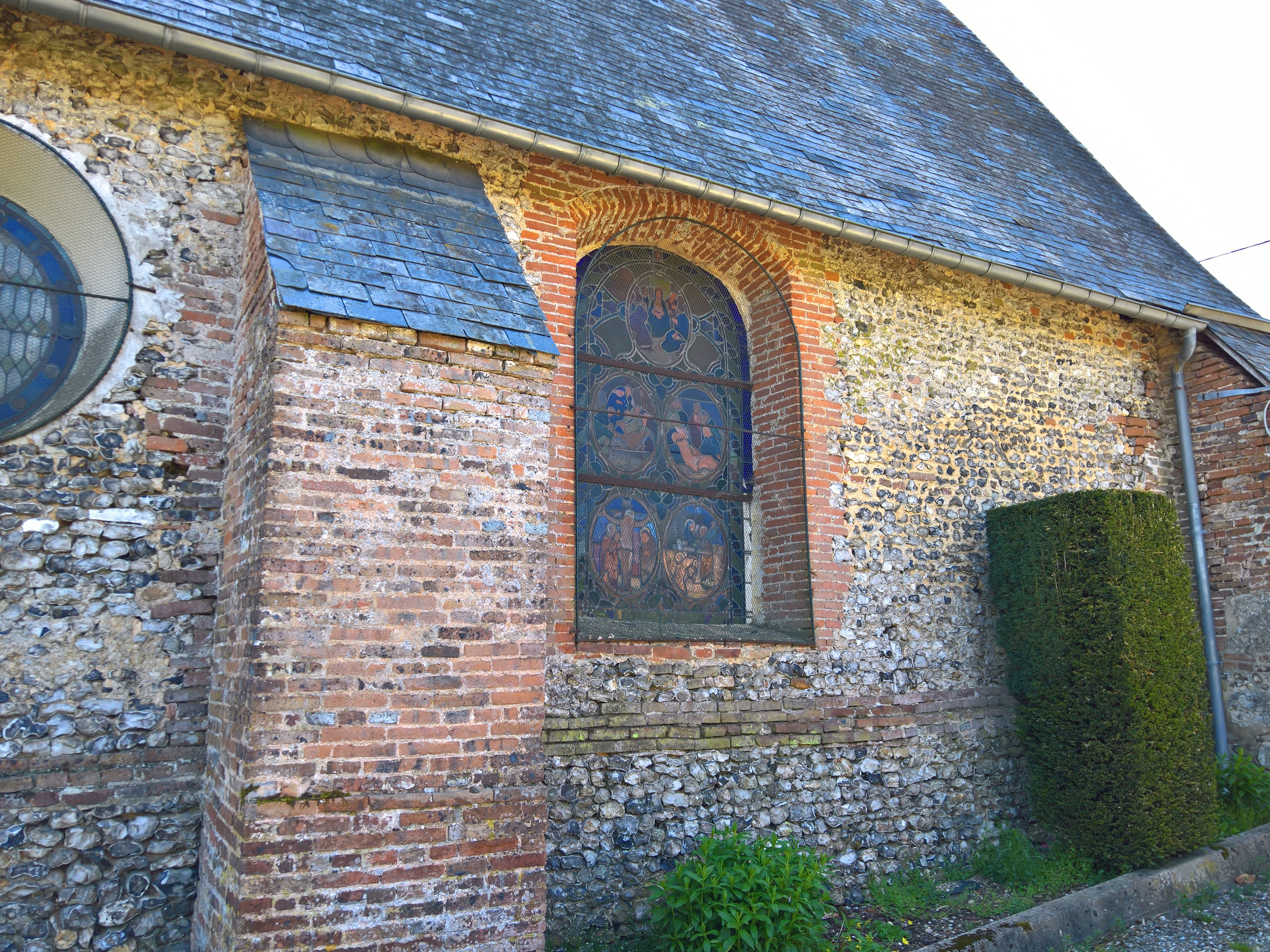
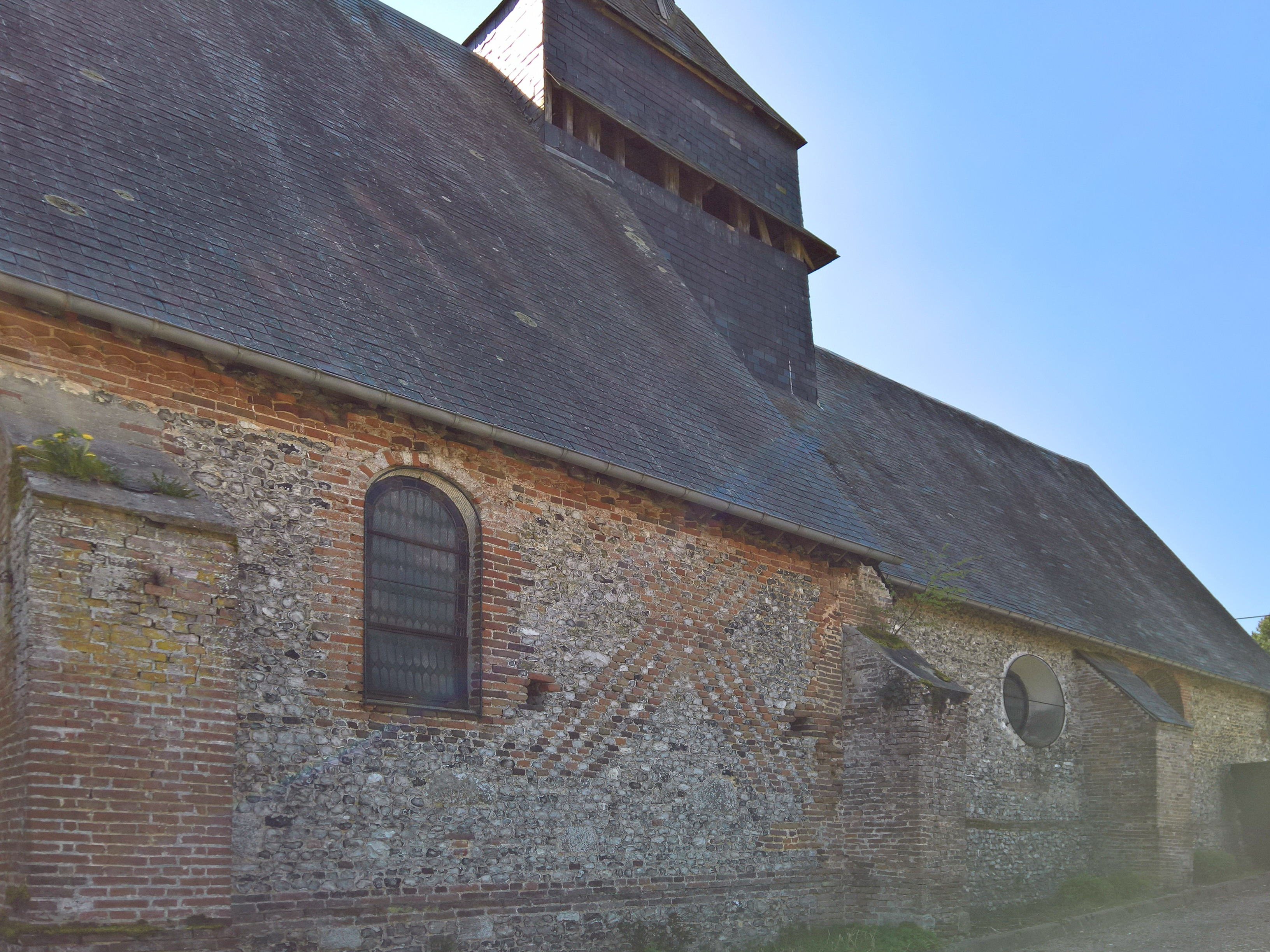

- Église Saint-Pierre, située au hameau de Frettencourt ;
- Église Saint-Sulpice, située au hameau de Rothois ;
- Chapelle du Dieu-de-Pitié (au hameau de Frettencourt), édifiée en 1847 à l'emplacement d'un monument druidique, consacrée à la Passion du Christ, et qui est l'objet de nombreux pèlerinages. À l'entrée deux peintures représentent des chevaliers de Malte qui au XIIIe siècle ont fait construire au même emplacement une chapelle, détruite au XVIe siècle par les Anglais.

La chapelle du Dieu-de-Pitié
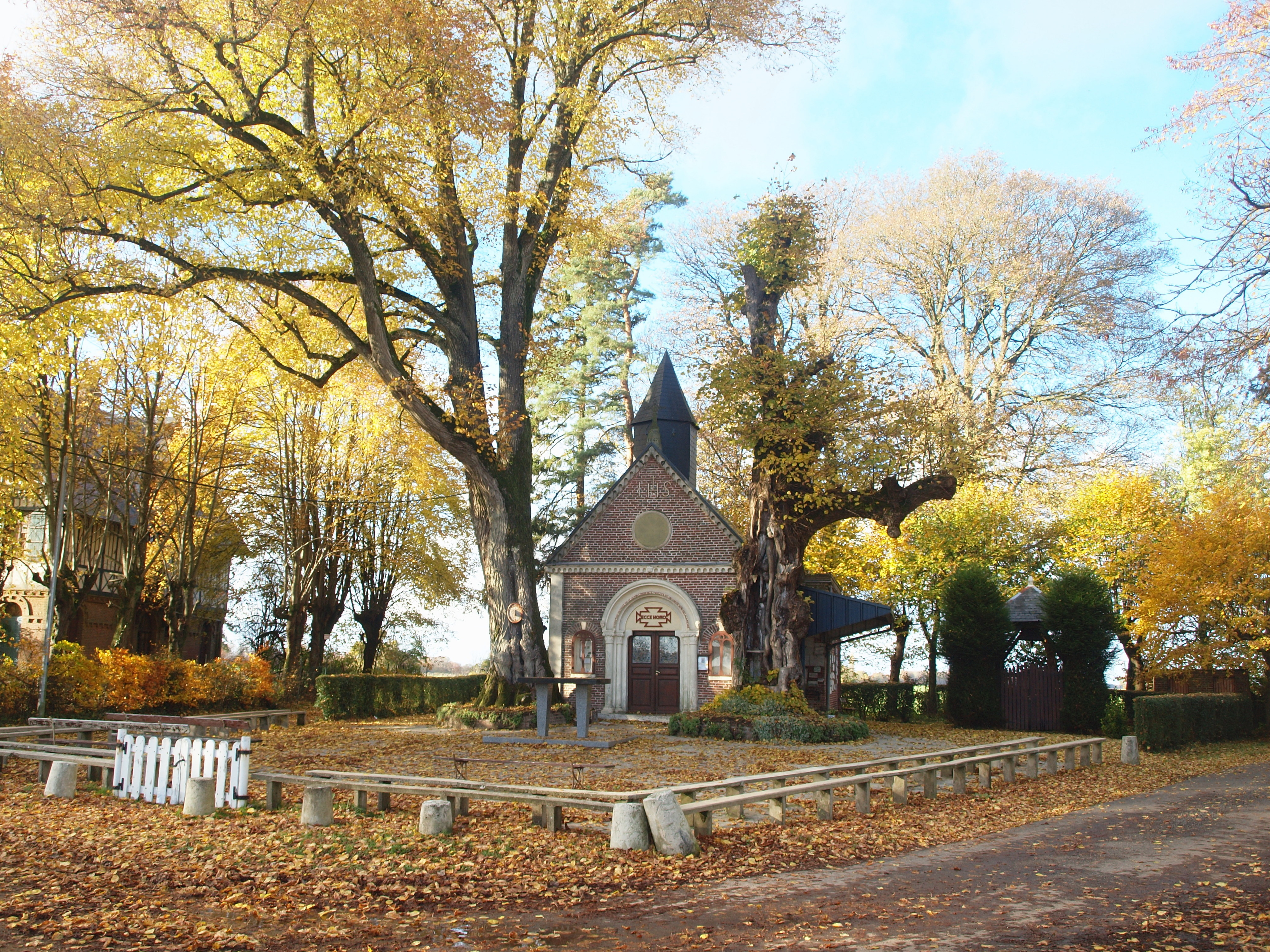
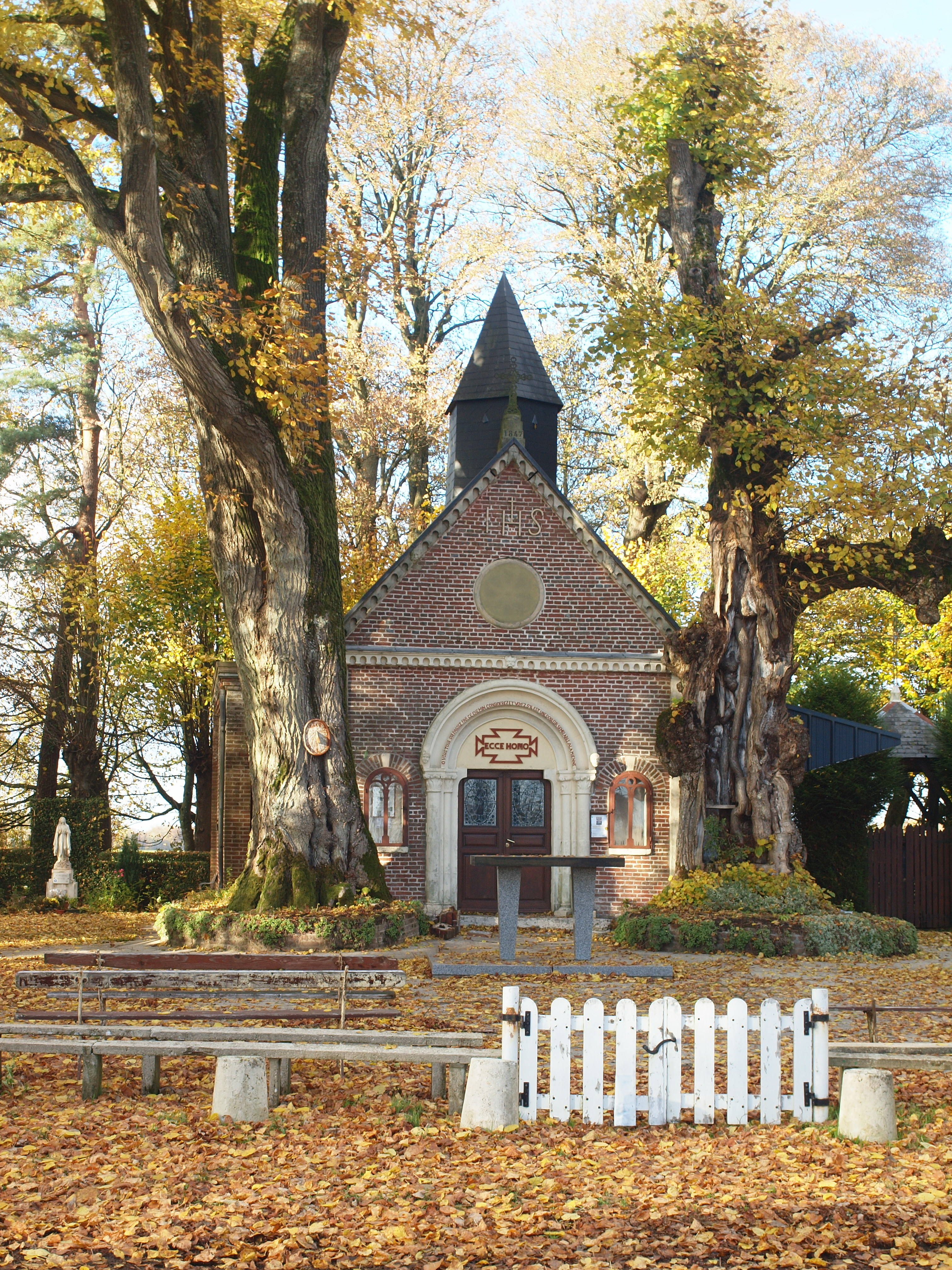
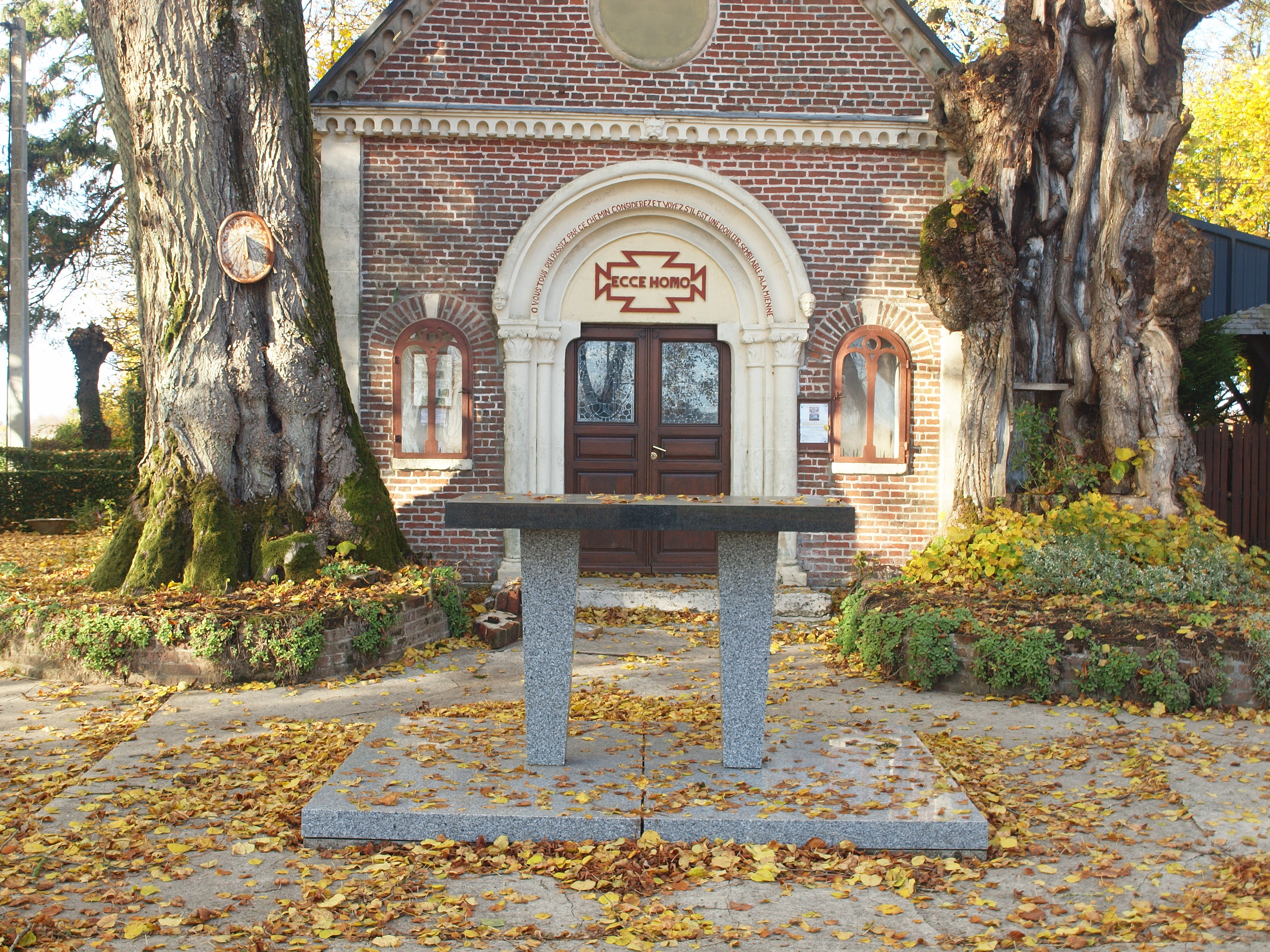
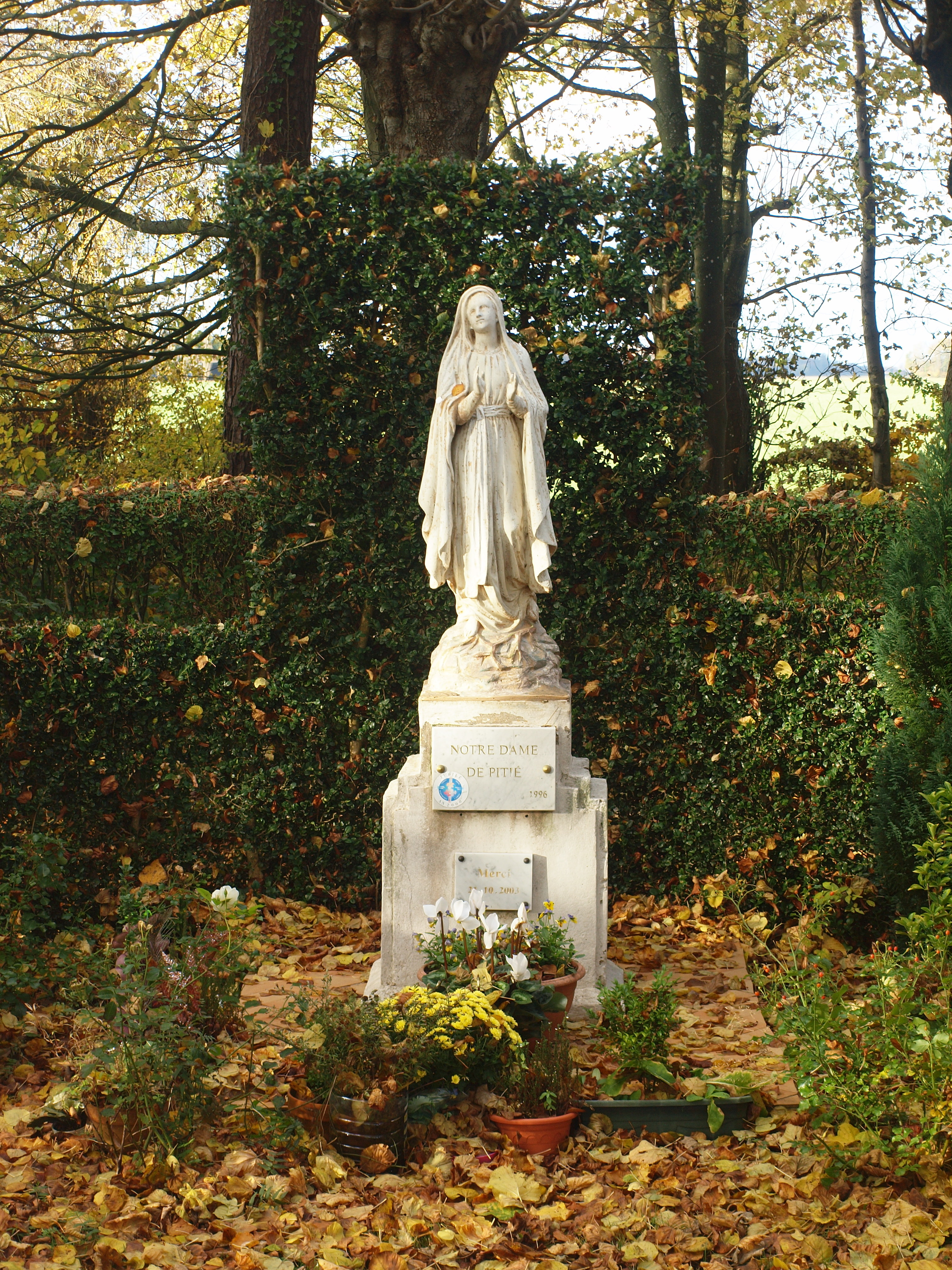
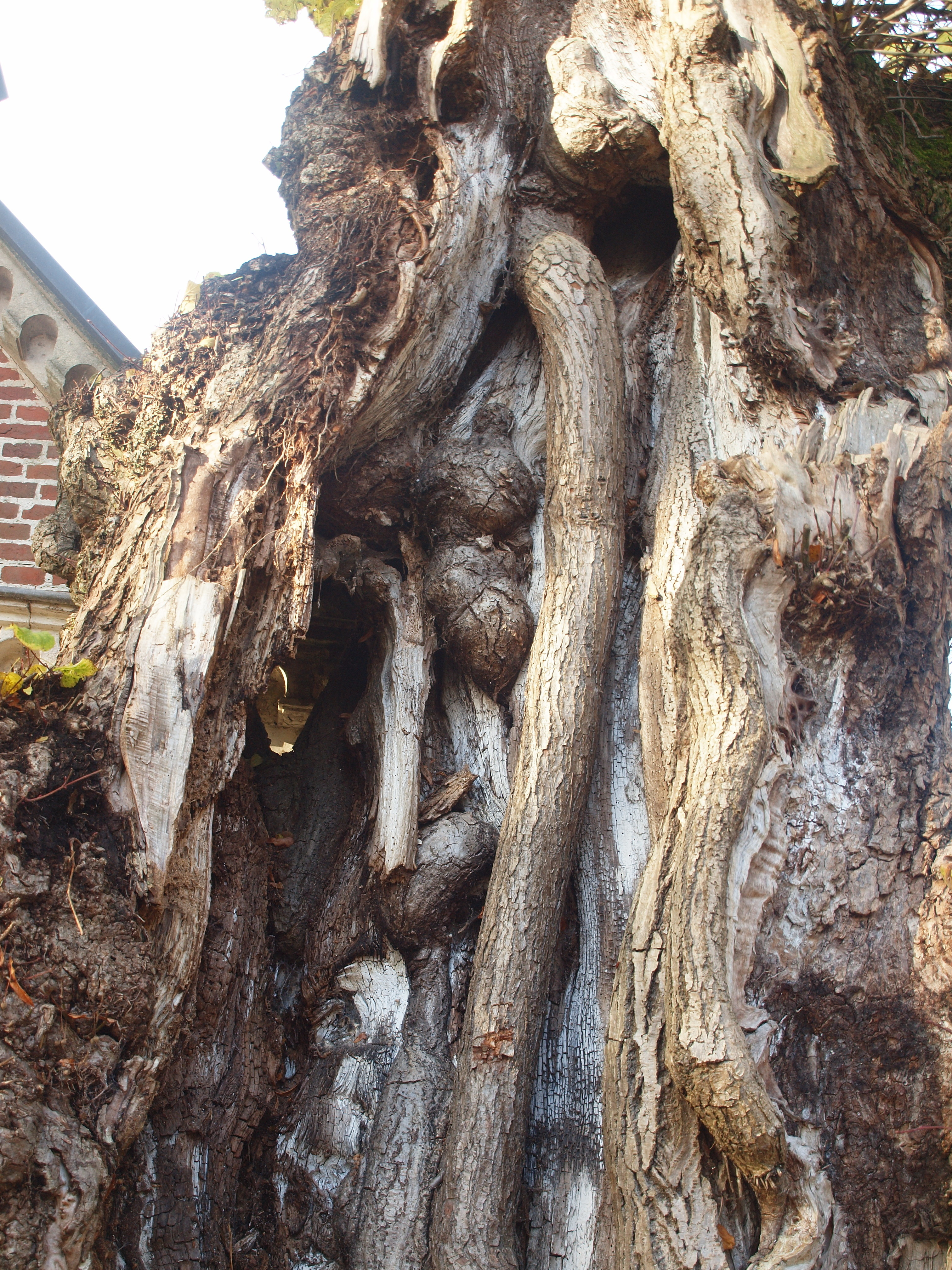

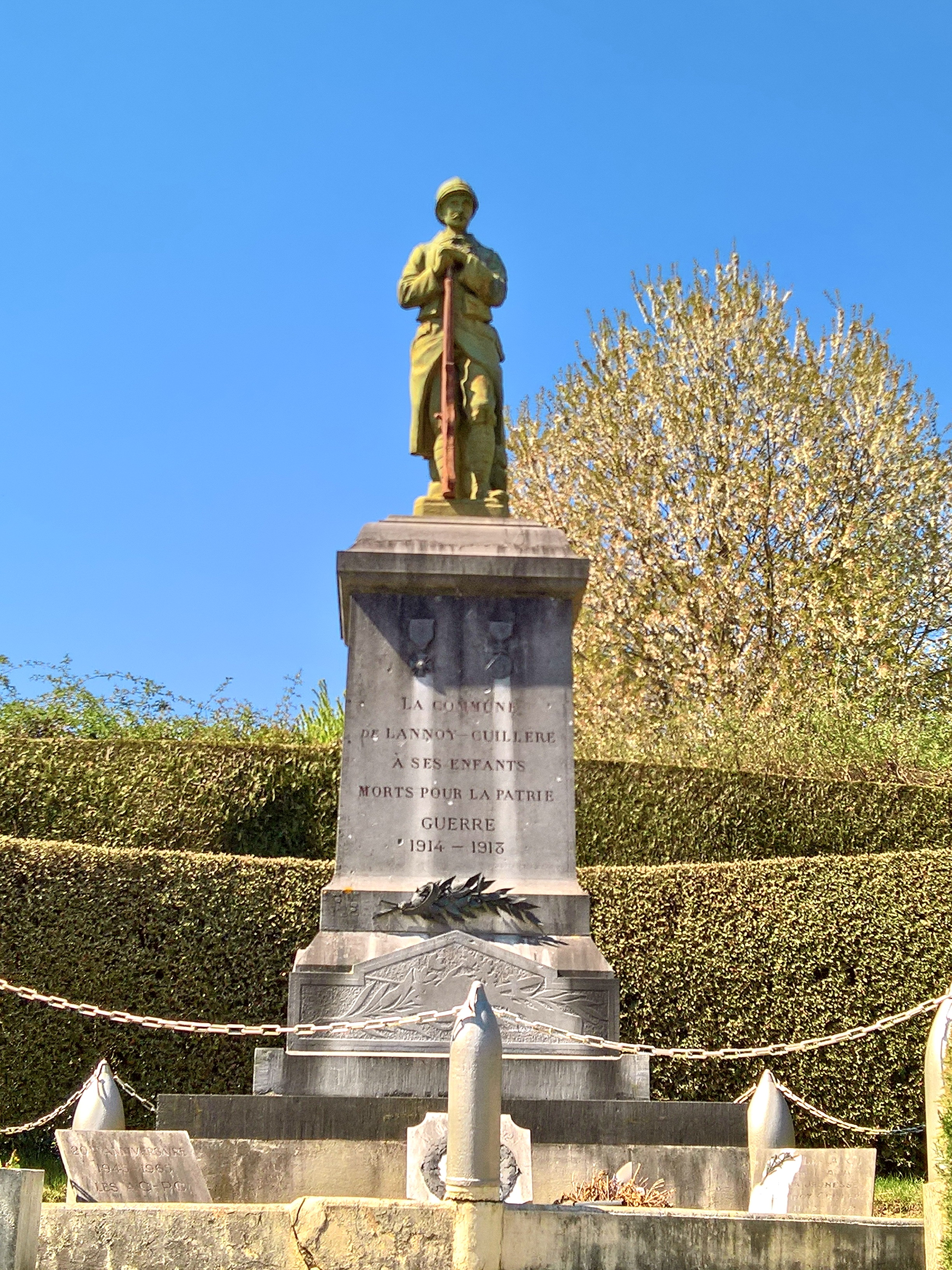
Le monument aux morts.

Le château de Beaulieu, du début du XXe siècle, se trouve dans la commune.
Lannoy-Cuillière compte un monument aux morts ainsi qu'un carré militaire de composés de sept tombes du Commonwealth de soldats tombés lors des deux guerres mondiales,.
Des larris ont été rénovés par le conservatoire des sites naturels de Picardie,.
Un sentier pédagogique est aménagé à Rothois, le long du cours restitué de la Bresle, comprenant six panneaux qui présentent les richesses de la vallée,

### Héraldique
| Blason de Lannoy-Cuillère | Blason  | Tiercé en pairle renversé: au 1er d'azur à la rose des jardins d'or, au 2e de gueules au livre ouvert d'or, les pages d'argent et à la crosse d'or brochante, au 3e d'argent à deux clés de sable passées en sautoir et soutenues d'une burelle ondée d'azur; le tout sommé d'un chef de gueules chargé de trois annelets de gueules entrelacés en fasce et accostés de deux chênes au naturel. |
| Blason de Lannoy-Cuillère | Détails | Le statut officiel du blason reste à déterminer. |

## Pour approfondir